# Quéntar (ort)
Quéntar är en ort i Spanien. Den ligger i provinsen Provincia de Granada och regionen Andalusien, i den södra delen av landet, 400 km söder om huvudstaden Madrid. Quéntar ligger 871 meter över havet och antalet invånare är 1 022.
Terrängen runt Quéntar är kuperad åt nordväst, men åt sydost är den bergig. Quéntar ligger nere i en dal. Runt Quéntar är det glesbefolkat, med 12 invånare per kvadratkilometer. Närmaste större samhälle är Granada, 12,4 km väster om Quéntar. 